# Cipangocharax okamurai
Cipangocharax okamurai es una especie de molusco gasterópodo de la familia Alycaeidae en el orden de los Stylommatophora.

## Distribución geográfica
Es endémica del Japón.